# Neurointensivist
Een neurointensivist is een neuroloog of neurochirurg die gespecialiseerd is in de intensieve zorg voor patiënten met een neurologische aandoening op een intensievezorgafdeling.
In Nederland kan een neuroloog een vervolgopleiding doen tot intensivist, waarna deze de beroepstitel neuroloog-intensivist mag voeren.